# خطوط غرب أمريكا الجوية
خطوط غرب أمريكا الجوية (بالإنجليزية: America West Airlines)‏ هي شركة طيران وطنية أمريكية، تأسست الشركة سنة 1983، يقع المقر الرئيسي للشركة في تامبا، أريزونا بولاية أريزونا الأمريكية، وكان مركز عملياتها الرئيسي في مطار فينيكس سكاي هاربر الدولي، كما أن مطار ماكاران الدولي في لاس فيغاس هو أحد محاور طيرانها الرئيسية، وتقدم خطوط غرب أمريكا الجوية خدماتها لما يقرب من 100وجهة في الولايات المتحدة وكندا والمكسيك، وكانت تملك اسطولا جويا مكون من 140 طائرة من مختلف الانواع. وكانت تُعد ثاني أكبر شركة طيران منخفضة التكلفة في الولايات المتحدة.
أصبحت شركة الطيران جزء من مجموعة شركة الخطوط الجوية الأمريكية بعد الدمج في عام 2005.